# Fibrilline
Ne doit pas être confondu avec Fibrine.
La fibrilline ou FBN est une glycoprotéine essentielle à la formation des fibres élastiques présentes dans le tissu conjonctif. La fibrilline est sécrétée dans la matrice extracellulaire par les fibroblastes et s'incorpore dans les microfibrilles insolubles, qui semblent fournir un échafaudage pour le dépôt d'élastine.

## Types

### Fibrilline-2
La fibrilline-2 a été isolée en 1994 par Zhang et elle est pensée jouer un rôle dans l'élastogenèse précoce. Des mutations du gène de la fibrilline-2 ont été liées au syndrome de Beals.

### Fibrilline-3
Plus récemment, la fibrilline-3 a été décrite et on croit qu'elle est localisée principalement dans le cerveau. En plus du cerveau, la fibrilline-3 a été localisée dans les gonades et les ovaires de mulots.

### Fibrilline-4
La fibrilline-4 a été découverte pour la première fois chez le poisson-zèbre et elle a une séquence similaire à la fibrilline-2.

## Aspects cliniques
Le syndrome de Marfan est une maladie génétique du tissu conjonctif causée par un gène FBN1 défectueux. Des mutations dans FBN1 et FBN2 sont également parfois associées à la scoliose idiopathique chez l'adolescent.